# なにわ生野病院

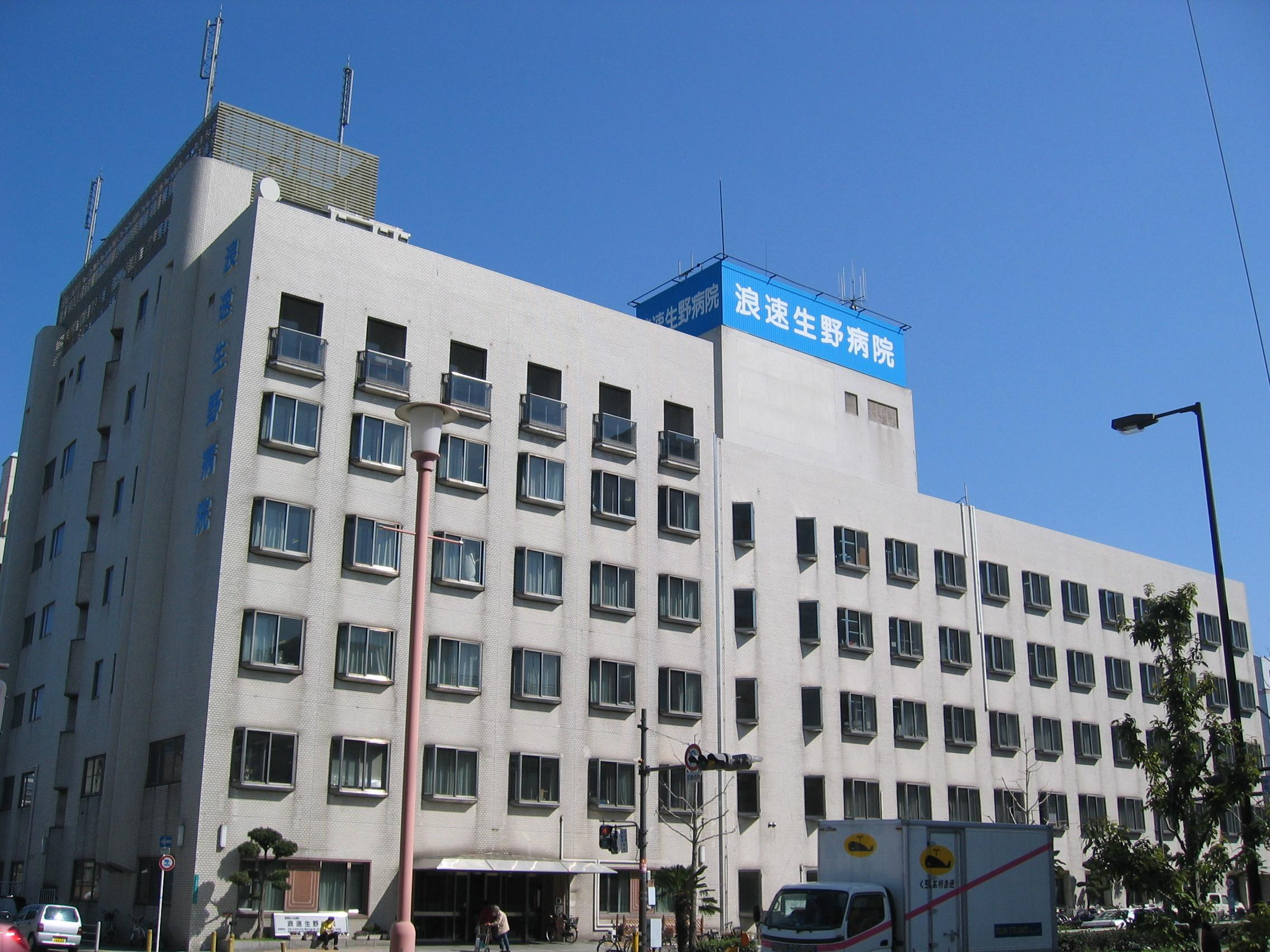
移転前の旧病院(浪速生野病院)

なにわ生野病院（なにわいくのびょういん）は、大阪府大阪市浪速区大国にある民間の病院である。

## 概要
社会医療法人弘道会が運営している。2006年4月に、民事再生法の適用を申請（後に破産）した浪速医療生活協同組合より、芦原病院の事業譲渡を受けて開院した。救急告示病院。一般病床173床。うち、ICU8床、HCU4床を備える。公益財団法人日本医療機能評価機構認定病院(病院評価結果は3rdG:Ver.1.1(2018年12月7日認定,2023年5月18日認定有効期限))。

## 沿革
- 2006年4月1日　医療法人弘道会芦原病院として開院（浪速医療生活協同組合より事業譲渡）
- 2006年6月1日　浪速生野病院に名称を変更
- 2014年12月1日 浪速区大国1丁目に新築移転。なにわ生野病院に名称を変更

## 診療科
- 総合診療科
- 整形外科
- 脳神経外科・脊髄
- 神経内科
- 皮膚科
- 歯科・口腔外科
- 眼科
- 耳鼻咽喉科
- 放射線科
- リハビリテーション科
- 心療内科
- 婦人科

## 医療機関の認定
(この節の出典)
| 保険医療機関                                   | 労災保険指定病院                     |
| 生活保護法指定病院                             | 臨床研修病院                         |
| 指定自立支援病院（更生医療）                   | 原子爆弾被害者一般疾病医療取扱病院   |
| DPC対象病院                                    | 指定自立支援医療機関（精神通院医療） |
| 身体障害者福祉法指定医の配置されている医療機関 | 在宅療養支援病院                     |
| 公害医療機関                                   |                                      |

## 交通アクセス
(この節の出典)
- Osaka Metro御堂筋線・四つ橋線 「大国町駅」5号出口南へ徒歩3分
- JR環状線・JR大和路線・南海本線・南海高野線「新今宮駅」西口徒歩５分
- JR環状線「今宮駅」東出口徒歩５分

## 周辺
- 大阪市立大国小学校
- 大阪府立今宮高等学校
- 大阪市立木津中学校
- 尼崎信用金庫 大国町支店

## 系列病院(社会医療法人弘道会)
- 守口生野記念病院
- 寝屋川生野病院
- 萱島生野病院